# شوام مصر
استخدم مصطلح «شوام» في مصر خلال القرن التاسع عشر للإشارة إلى المسيحيين العرب من أبناء المهاجرين من بلاد الشام وينتمي غالبيتهم إلى الكنيسة الأرثوذكسية الشرقية والكنائس الكاثوليكية الشرقية (الكنيسة المارونية وكنيسة الروم الملكيين الكاثوليك) وقد لعبوا دورًا طليعيًا في تحديث المجتمع وعصرنته والانفتاح على الغرب الأوروبي وإنشاء دور الصحف وتحديث الطباعة والنشر وكذلك العمل في المهن الحرة والمصارف وكانوا جزءًا من الطبقة الثرية والمتعلمة. وقد انتقل بعض هؤلاء المفكرين ذوي الأغلبية المسيحية من سوريا ولبنان إلى القاهرة والإسكندرية التي كانت في ظل الخديوي إسماعيل المكان الأكثر انفتاحًا في الدولة العثمانية؛ برز منهم بشارة وسليم تقلا مؤسسي جريدة الأهرام، رجل الأعمال والمصرفي حبيب السكاكيني ورجال الأعمال من آل صابات، وأدباء وشعراء أمثال جورجي زيدان وخليل مطران وفرح أنطون، المسرحي جورج أبيض والسينمائي يوسف شاهين، وغيرهم.

## خلفية تاريخية

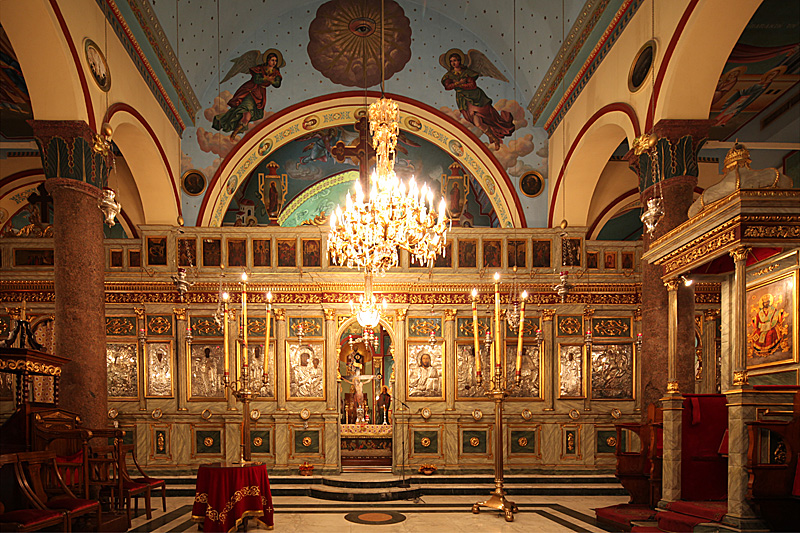
كنيسة القديس سابا الأرثوذكسية في مدينة الإسكندرية، وهي من كنائس شوام مصر.

كانت الطوائف المسيحية على اتصال وثيق بالأوروبيين ولا سيما بروما وفرنسا، فقد حصلت فرنسا على امتيازات تجارية وسياسية في الإمبراطورية العثمانية منذ القرن السادس عشر بعد توقيع «عهود الأمان» (1528) بين فرانسوا الأول وسليمان القانوني. إلا أن تنشأة بعض رجال الإكليروس من الموارنة والملكيين في إيطالية، ونشاط الارساليات الكاثوليكية الإيطالية ثم الفرنسية قد ساهم في تأسيس مدارس على الطراز الأوروبي، واجهت منافسة من البعثات الأنغلوساكسونية ـ البروتستانتية ومن المحافل الماسونية. أدى هذا التنافس، إلى تظهير حدود جديدة بين الطوائف تمثلت في ظاهرتين: الأولى مرتبطة تحديدا بنشاط الطوائف الداخلي، والثانية مرتبطة بالتحولات السياسية والاقتصادية في الإمبراطورية العثمانية، أثرت على المسيحيين ودفعتهم بحسب الظروف للهجرة.
إن العلاقة التي قامت بين محمد علي والأمير بشير الثاني، فتحت مرحلة جديدة من الهجرة إلى مصر وصلت إلى ذروتها في النصف الثاني من القرن التاسع عشر، في زمن المتصرفية (1861-1915). أطلق المصريون على المهاجرين «السوريين» اسم الشوام وكان معظمهم مسيحيين قادمين من جبل لبنان بحيث أن البعد الديني كان يبدو أساسيا في الهجرة ولكنه لم يكن الوحيد. لقد سمح انتشار التقنيات الطبية الأوروبية وتحسين المعايير الصحية في تحول ديموغرافي تمثل بتراجع معدل الوفيات مقابل بقاء معدلات الولادات مرتفعة ما أدى إلى نمو طبيعي مرتفع للسكان. وكان الضغط كبيرا على الأراضي في المناطق الجبلية، بحيث تراجعت مساحات الأراضي الزراعية بالنسبة للعائلات الجديدة بسبب تجزئة الأراضي عن طريق الميراث. وفشلت التدابير التي اتخذتها السلطات لتحديث الزراعة. ومن جهة أخرى كانت الضرائب المفروضة من ناحية الباشاوات والأمراء والمشايخ تفاقم من مشكلات المزارعين وتفرض عليهم ضرائب كانت تتراكم بفعل ارتفاع أسعار الفوائد وانخفاض أسعار المحاصيل التي كانت ضرورية لشراء الأسمدة والماشية والأدوات الزراعية، وكنتيجة لهذه المشاكل اختارت أفقر العائلات التي كانت تعيش في وضع قريب من البؤس الرحيل.

تمثال نصفي للسكاكيني باشا على مدخل قصر السكاكيني.

كما تأثرت الهجرة بالتركيب الطائفي للبنان، وهو الذي احتضن منذ قرون أقليات عدة وجدت في جباله الملجأ الآمن. استقر الدروز في الشوف وفي منطقة الغرب وفي المتن وفي وادي التيم، بينما استقر الشيعة في جبل عامل وفي شمال سهل البقاع وفي بعض قرى كسروان. أما الروم الأرثوذكس والروم الملكيين فقد حلت أغلبيتهم بالكورة وشكلوا إلى جانب السنة برجوازية مدينية ولاسيما في بيروت وطرابلس، أما الموارنة الذين كانوا مستقرين في الجزء الشمالي من جبل لبنان فقد توجهوا إلى«بلاد جبيل» وكسروان قبل أن يستقروا في معظم أنحاء لبنان الحالي، حيث شكلوا في بعض المناطق جماعات منعزلة وضعيفة عند حلول الأزمات.
وجاءت الفتنة الطائفية سنة 1840 بعد شهور قليلة من انطلاق الإصلاحات في الدولة العثمانية التي اعتمدتها تحت الضغط الأوروبي، بغية إقامة نظام قانوني وسياسي يضمن المساواة بين مختلف الملل
إن العلاقات ما بين وادي النيل والمنطقة الساحلية والجبلية التي تقع اليوم في سوريا لبنان تعود إلى عصور قديمة. كانت طبيعة هذه العلاقات تجارية وثقافية، ولم تنقطع رغم كل الأزمات التي توالت على المنطقة، كما أن تيارات الهجرة استمرت إجمالا بين المنطقتين. وهكذا في العام 1724 أدى الانقسام الذي عرفته الكنيسة الأرثوذكسية إلى نشأة بطريركية ملحقة بروما، ما نشّط تيار هجرة الملكيين (الروم الملكيين) من دمشق وحلب وصيدا وزحلة نحو مصر. واقتصرت الهجرة في بادئ الأمر على عائلات برجوازية، اصطحبت معها بعض العمال، سافرت لاستثمار جزء من أموالها في التجارة أو في صناعة القطن الناشئة آنذاك.
وبعد حصول البطريرك مكسيموس مظلوم الثالث على اعتراف السلطان بكنيسته، عيّن مطرانا على الروم الكاثوليك في الإسكندرية، وأسس مؤسسات خيرية وبنى الكنائس، الأمر الذي ساهم في تسهيل نمو نشاط أبناء طائفته في الإسكندرية.
وكان التطور الذي عرفته دول شمال البحر الأبيض المتوسط نموذجا سعى حكام مصر للاقتداء به، غير أن ذلك كان يتطلب تعلم اللغات الأجنبية. اغتنم الشوام إذا هذه الفرصة لكون معظمهم يتكلمون لغات أخرى غير العربية ولاسيما الفرنسية، ووجدوا على التراب المصري نفس المدارس الدينية حيث تعلم آبائهم. (إخوة المدارس المسيحية واليسوعية)
شكلت الهجرة بالنسبة للبنانيين وسيلة فعالة لتحقيق طموحاتهم فكانوا في طليعة موظفي كبرى الشركات والمصارف الأوروبية والشمال أميركية، إلا أن نتائج الهجرة لم تكن نفسها بالنسبة لكل المهاجرين، بل اختلفت بين منطقة وأخرى.

## التأثير

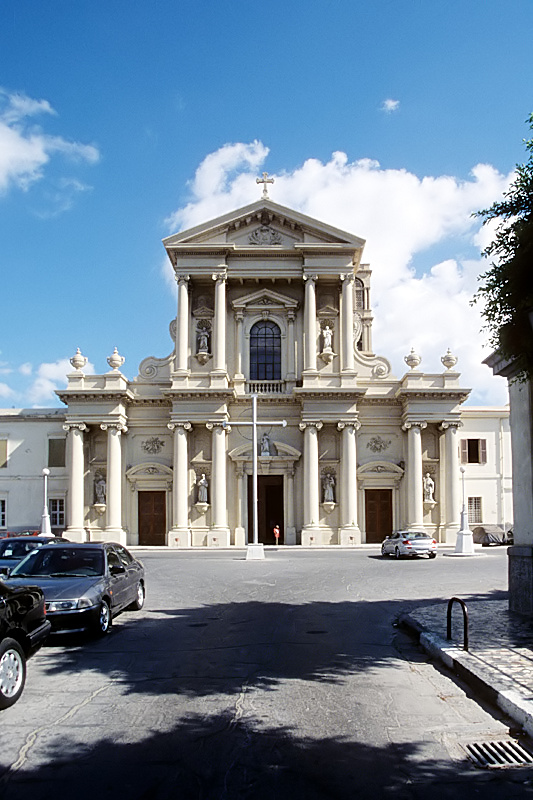
كاتدرائية سانت كاترين في مدينة الإسكندرية، وهي من كنائس شوام مصر الكاثوليك.

شارك الشوام بنشاط في تنمية القطاع الخاص، ونجحوا في زراعة القطن وأشجار التوت كما تألقوا في المهن الحرة إذ شغلوا مناصب محاسبين وقضاة ومحامين وأطباء ومهندسين ومقاولين مترجمين ومستشارين سياسيين، استقروا في الإسكندرية ودمياط وطنطا والقاهرة حيث استفادوا قبل الأقباط من الدستور المصري لعام 1866 الذي نص على المساواة القانونية بين جميع المواطنين ومنح الحقوق المدنية الكاملة للمسيحيين. إن الليبرالية الثقافية والسياسية، التي كانت بارزة بشكل أكبر في العاصمة المصرية مقارنة مع إسطنبول خصوصا بعد أن أوقف السلطان عبد الحميد الثاني العمل في الدستور، شجعت المثقفين العرب على تطوير الصحافة التي ازدهرت بسرعة.
كان عدد الجالية المشرقية يتجاوز 100 ألف مهاجر في أوائل القرن العشرين معظمهم موظفين حكوميين وحلاقين واسكافيين وسائقين ومهندسين وأطباء وتجار ورسامين. وقد قدرت مجمل ثروتهم بمليار فرنك ونصف أي %10 من الناتج المحلي المصري. وكان البعض من كبار الرأسماليين قد استثمروا أموالهم في مجال الصناعات البسيطة (كالزيت والصابون والتبغ والحلويات...) في حين أسس آخرون شركات أكبر في مجال التجارة أو إنتاج الملح أو الصوديوم أو المنسوجات أو العطور أو الخشب أو الحرير. وأدى هذا النجاح الاقتصادي إلى فتح مدارس وجمعيات خيرية ونوادي تمركزت عموما حول الكنائس. اختار بعض المهاجرين فيما بعد العودة إلى قراهم الأصلية، فيما كان آخرون يتنقلون بين مصر ومسقط رأسهم، وظلوا كذلك لسنوات عديدة من دون اندماج كامل في المجتمع المضيف.
في القرن الثامن عشر، حلّ اثنان من علماء الموارنة على ضفاف نهر النيل للقيام بمهمة مزدوجة: جمع المخطوطات القديمة، وتأييد الأقباط الكاثوليك في الاتحاد مع الكنيسة الكاثوليكية.

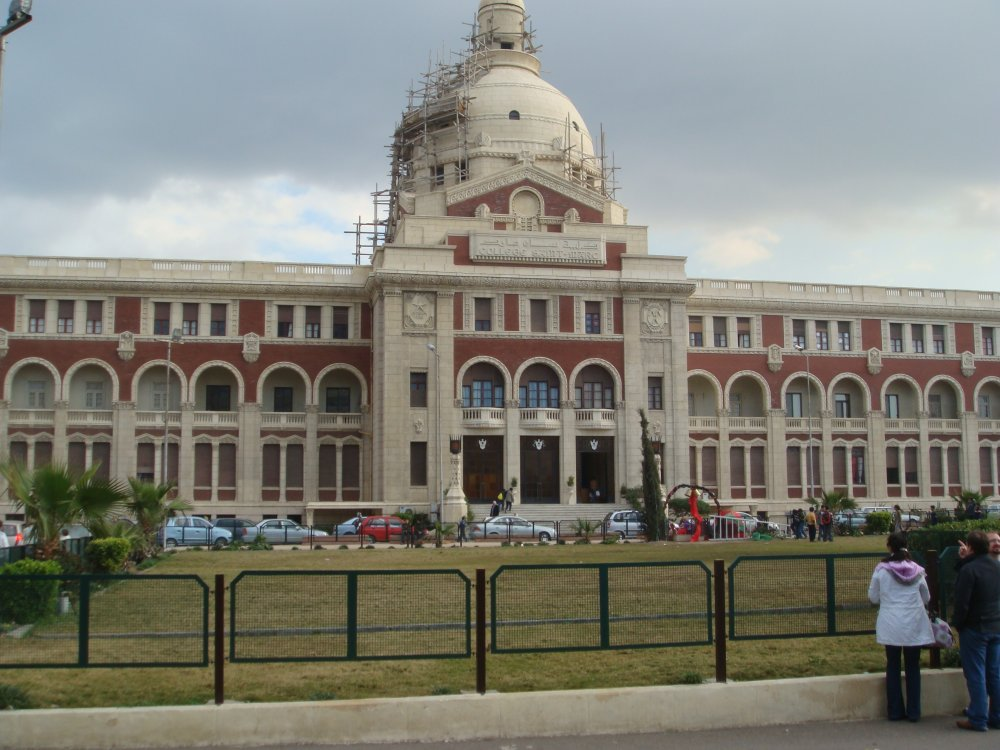
كلية سان مارك في مدينة الإسكندرية، وهي من مدارس الكاثوليك التاريخية.

وفي تلك الأثناء كان المماليك في مصر قد أشركوا المسيحيين في أعمال الإدارة لديهم، وأظهروا بزعامة علي بك المعروف بالكبير نزعات استقلالية تجاه العثمانيين حتى أنهم لم يترددوا في احتلال سوريا. وكانت الإمبراطورية العثمانية قد دخلت في فترة من الانكماش أمام تنامي القوة العسكرية والسياسية والاقتصادية الأوروبية والروسية.
تميّز الملكيون الكاثوليك الذين كان عددهم يرتفع إلى 3 آلاف شخص بثقافتهم وثروتهم. منحهم المماليك مناصب رئيسية في الإدارة والجمارك والمالية والتجارة والملاحة الساحلية. الموارنة الذين كانوا أقل عدداً (حوالي 2000 نسمة) استقرّ معظمهم حول دمياط. طلبت البطريركية المارونية من الرهبانية الحلبية خدمة المؤمنين الذين اختاروا الهجرة إلى الخارج. وأمّنت أيضاً الرهبانية الحلبية الخدمة الروحية للملكيين الكاثوليك الذين كانوا يتجنّبون الظهور علناً خوفاً من انتقام الأورثوذكس أصحاب النفوذ القوي في مصر وسوريا. عانت هذه النخب المنفية في القرن الثامن عشر من انعكاسات هزائم علي بك الكبير، وحروب نابليون بونابرت في أبو قير، ومن مضاعفات انتفاضة القاهرة. وحاول حاكم مصر الجديد محمد علي باشا أن يعيدهم إلى وضع أهل الذمة التقليدي، وأن ينزع عنهم الحماية الفرنسية، وأن ينفي بعض زعمائهم إلى سنار. ولكن هذه الخطوة لم تستكمل.
في الواقع دشن محمد علي عهداً جديداً من العلاقات مع جبل لبنان وسوريا. ارتبط بصداقة متينة مع الأمير بشير الثاني. أدرك أهمية الاعتماد على النخبة المتعلمة والمتضلعة في العلوم والتقنيات الجديدة والتي تتقن عدة لغات فشجع الهجرة من الإسكندرية إلى المدن الأخرى. حاول إشراك القادمين الجدد في حركة الإصلاح وإرسال بعضهم للدراسة في أوروبا. سيطر الكاثوليك الروم على التجارة ووكالة الترجمة. كفاءتهم اللغوية سمحت لهم بإنتاج الكتب المهمة للمدرسة الطبية التي أسّسها وأدارها أنطوان برتيليمي كلوت. انشغلت عائلة مسابكي المارونية بالطباعة التي دخلت في وقت متأخر جدا في الإمبراطورية العثمانية وفي مصنع البارود. عدد كبير من إخوانهم من نفس الطائفة استقر في وادي النيل من أجل تنمية صناعة الحرير. عرف هذا المشروع نجاحاً متواضعًا، مما أدى إلى إعادة توزيع المهاجرين في قطاعات زراعية أخرى، سواء في القاهرة أو في الزقازيق. في تقريره عن مصر الصادر عام 1840، احصى جون باورنج 5 آلاف مهاجر مسيحي كان نصفهم من الموارنة. عوضت إذا الموجة الثالثة من الهجرة عن تراجع الموجة الثانية.

شعار جريدة الأهرام تأسست على يد الأخوين تقلا وهما من شوام مصر.

اشتغل هؤلاء المهاجرون في نفس القطاعات التي اشتغل فيها من سبقهم، ولكن بوسائل أحدث وأوفر. تعاطوا التعليم. أسّسوا المدارس وأداروها. وأنشأوا الصحف وطوّروها. وهكذا أصدر سليم وبشارة تكلا الأهرام في 5 آب 1876. وأصدر يعقوب صرُّوف مجلّة المقتطف في بيروت في العام 1877، ونقلها إلى القاهرة في العام 1885. وأصدر أيضاً يعقوب ًصرُّوف وفارس نمر المقطّم سنة 1889، ومنع نشر هذه الجريدة في ربوع سورية ولبنان.
وأصدر سليم النقاش المحروسة. وأنشأ محمد رشيد رضا المنار سنة 1897.
عاش المهاجرون أصحاب المهن الحرّة، وغالبيتهم من مسيحيي جبل لبنان، حياة كريمة في مصر. فرض الأطباء احترامهم في المجتمع المصري. ودخل المحامون ورجال القانون في المحاكم القنصلية، وطوّروا القوانين لتتناسب مع المعايير الدولية.
وأحدث الكتّاب والشّعراء ثورة جديدة في الأدب العربي، ومنهم خليل مطران ونقولا فيّاض ومي زيادة. وساهم هؤلاء مساهمة فعّالة في حركة اليقظة أو النهضة التي قامت على أربعة أسس: إعادة اكتشاف الكنوز المطوية وترجمة روائع عالمية مثل الياذة هوميروس التي قام بها سليمان البستاني في القاهرة سنة 1905، وادخال أنواع أدبية جديدة كالمسرح الذي طوّره سليم النقاش، والاقتباس عن الآداب والعلوم الألسنية الأوروبية، لا سيما الفرنسية والإنكليزية .
ولكن عندما اندلعت الحرب العالمية الأولى، لم تعد مصر مستقر المهاجرين، بل أصبحت محطة باتجاه أميركا وأستراليا التي وفّرت لهم فرصاً أفضل.

## الأوضاع الاجتماعية
اختلط الموارنة والمسيحيون الشوام الآخرون في المجتمع المصري بطريقة خاصة. تكلّموا نفس اللغة حتى لو اختلفت اللهجات، وتشاركوا في العادات وفي طبائع الذهنية مع سكان البلد المضيف. ولكنهم عاشوا مع بعضهم البعض في مناطق معيّنة، وكانت لديهم مدارسهم ونواديهم وجمعياتهم المدنية والدينية. وكانوا يتزوجون من بعضهم البعض، وقلّما تزوجوا مع الأقباط، وقطعاً مع المسلمين الذين كانوا يشكّلون أكثرية السكان. انجذب المصريون إلى طريقتهم في العيش إلى درجة أن النخب منهم قصدوا الاصطياف في لبنان في مناطق مثل بكفيا وعاليه وبحمدون. وانتقلت الفروقات في المعيشة إلى الجيل الثاني والثالث.
إنّ حركة الهجرة الواسعة التي أدّت إلى استقرار عشرات الآلاف من «الشوام» في مصر انطلاقاً من دمياط والإسكندرية ووصولاً إلى القاهرة وطنطا والمنصورة والإسماعيلية لم تترافق مع حركة اندماج اجتماعي يفضي إلى اختلاط السكان، كما أنها لم تسمح بالحصول على المواطنية الكاملة إلا لفئة قليلة.
لعب هؤلاء المهاجرون دوراً حاسماً على مدار ثلاثة أرباع القرن في مجالي الإدارة والمهن الحرة. فعلى الصعيد الطائفي، شكّل المسيحيون غالبية المهاجرين، إلى أن انضمت إليهم عائلات شيعية وسنية ودرزية في نهاية القرن التاسع عشر. وعلى الصعيد السياسي، خلّفت الهجرة إلى مصر مفاعيل قوية تأثر بها العالم العربي برمتّه، فقد ساهمت بإزالة سيطرة القوى الاستعمارية البريطانية والفرنسية، وساعدت على وضع بروتوكول الإسكندرية أساس دستور جامعة الدول العربية التي اتّخذت القاهرة مقراً لها.

## أهم الشخصيات
تضم القائمة عديد الشخصيات أهمها

### السينما
- يوسف شاهين، مخرج سينمائي
- يوسف معلوف، مخرج سينمائي
- عمر الشريف، ممثل سينمائي
- هنري بركات، مخرج سينمائي
- أنور وجدي، ممثل ومخرج
- بشارة واكيم، ممثل ومخرج
- آسيا داغر، ممثلة ومنتجة سينمائية
- ماري كويني، ممثلة ومنتجة سينمائية
- بديعة مصابني، ممثلة وراقصة
- فؤاد الظاهري، موسيقي وملحن أغاني سينمائية
- لبلبة، ممثلة وفنانة استعراضية مصرية

### المسرح
- فتوح نشاطي، ممثل ومخرج مسرحي
- جورج أبيض، مسرحي

### الأدب والصحافة
- جورجي زيدان، أديب
- يعقوب صروف، كاتب وصحفي ومترجم
- سليم النقاش، أديب وصحفي
- خليل مطران، شاعر وصحفي
- جورج شحادة، شاعر بالفرنسية
- أندريه شديد، شاعرة بالفرنسية
- مي زيادة، شاعرة ومترجمة
- فرح أنطون، صحفي وروائي
- إدوارد سعيد، مفكر في النقد الأدبي
- ألبير قصيري، كاتب
- بشارة وسليم تقلا مؤسسا جريدة الأهرام
- يوسف كرم، مفكر ومؤرخ فلسفة
- جورج أنطونيوس، كاتب ودبلوماسي وأول مؤرخ للقومية العربية
- أمين معلوف، روائي بالفرنسية

### المعمار
- حبيب عيروط، معماري
- شارل حبيب عيروط، معماري
- نعوم شبيب، معماري، صمم برج القاهرة

### الأعمال
- حبيب السكاكيني، رجل أعمال ومصرفي
- رامي لكح، رجل أعمال
- سليم وسمعان صيدناوى، مؤسسا محلات سليم وسمعان صيدناوى

### الغناء
- لارا اسكندر، مغنية
- لويس شديد، مغني

### تصميم الأزياء
- محمد داغر، مصمم أزياء

### الدين
- هنرى عيروط، كاهن

### السياسة
- ريمون إده، سياسي ومحام ووزير لبناني

### العلوم
- مايكل عطية، عالم رياضيات حصل على جائزة فيلدز في 1967

## وصلات خارجية
- دور اللبنانيّين في صحافة وادي النيل موقع د. جوزيف الياس